# نادي ربيعة
نادي ربيعة الرياضي هو فريق كرة قدم عراقي مقره في قضاء تلعفر، نينوى، يلعب في الدوري العراقي الدرجة الثانية.